# Museu Sefardita (Granada)
El Museu Sefardita de Granada, oficialment Museu del Call de Granada, és un petit museu de la ciutat de Granada, dedicat a la recreació de la cultura, història, personatges i tradicions dels jueus sefardites de la Granada jueva. El museu, una iniciativa privada, està instal·lat en una casa típica de barri de Realejo, el barri jueu de Granada abans de l'expulsió dels jueus de 1492.

## Context històric
La comunitat jueva ha tingut presència a Granada des de fa més de quinze segles, durant els quals, i especialment durant l'edat d'or dels jueus andalusos, va brindar a la ciutat molts personatges rellevants, entre científics, literats, polítics i artesans, com Samuel ha-Naguid, que va dotar a la ciutat d'un sistema de banys públics, o Judà Ibn Tibon, metge, traductor, visir i poeta granadí.
El barri de l'Realejo està situat al nucli antic de la ciutat, als peus de l'Alhambra per la seva cara sud-oriental. Els seus orígens es remunten a l'raval jueu de l'Emirat de Granada, rebent el nom "la Granada jueva" (Garnata (t) a l'-Yahud en àrab).

## El museu
El Museu Sefardita de Granada va ser inaugurat el 2013, l'any en què el govern espanyol va resoldre concedir la nacionalitat espanyola als descendent dels sefardites expulsats arran de l'Edicte de Granada, un document signat pels Reis Catòlics en la pròpia ciutat natal de aquesta comunitat jueva (també anomenat Decret de l'Alhambra, lloc de la seva signatura).
El museu, iniciativa de la família Chevalier (en si descendents de anussim de la ciutat), compta amb objectes d'ús quotidià, mapes de la ciutat i una biblioteca de temàtica sefardita. En el seu interior es dona a conèixer les aportacions a la literatura, ciència, gastronomia i història d'aquesta comunitat a la ciutat de Granada, a través d'un recorregut en miniatura dels seus llocs de culte, el comerç i els oficis en l'antic call de la ciutat. Destaquen en l'exhibició una col·lecció d'objectes del culte jueu, una "cuina de ceràmica" i un pati dissenyat a l'estil sefardita.
El museu ofereix també excursions guiades pel barri jueu de Realejo.